# Reacción de Fujimoto-Belleau
La Reacción de Fujimoto-Belleau es una reacción orgánica que forma cetonas cíclicas α-sustituidas α,β-insaturadas a partir de lactonas enólicas. La reacción toma su nombre de los químicos George I. Fujimoto y Bernard Belleau.
Esta reacción es una reacción de Grignard seguida de un intercambio protónico, una tautomería ceto-enólica, y una condensación aldólica. El último paso es la eliminación por medio de un mecanismo E1CB.